# محافظة نونغ بوا لامفو
محافظة نونغبوا لامفو (بالتايلندية: หนองบัวลำภู) و (بالإنجليزية: Nong Bua Lamphu)‏ هي واحدة من محافظات تايلاند الخمس والسبعين تجاور محافظة ودون تاني ومحافظة خون كاين ومحافظة لويي.

## الجغرافيا
تقع المحافظة في قلب هضبة كورات وهي واحدة من اصغر المحافظات التايلاندية بجانب محافظة سا كايو ومحافظة أمنات تشاروين

## التقسيمات الادارية
تنقسم المحافظة إلى 6 مقاطعات رئيسية والتي بدوها تنقسم إلى 59 بلدية و 636 قرية
| 1. موانج نونغبوا لامفو 2. نا كلانغ 3. نون سانغ | 1. سي بون ريانج 2. سوواناخوها 3. نا وانغ |

## أعلام
- داتساكورن تونغلاو